# Адміністративно-територіальний устрій Приморського краю

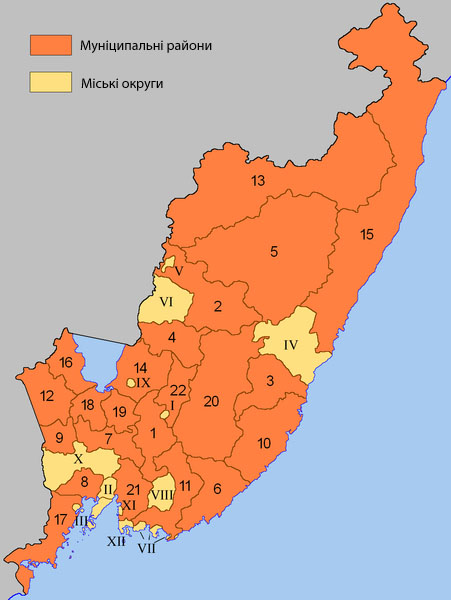
Адміністративно-територіальний поділ Приморського краю

## Сучасний адміністративний поділ
В даний час Приморський край включає в себе 12 міських округів і 22 муніципальних районів, на території яких розташовуються 29 міських поселень і 116 сільських поселень.

### Міські округи
| № на карті    | Назва            | Код ЗКАТУ      | Населення, тис. жит. | Територія, тис. км² | Густота, чол./км² | Адміністративний центр | Герб |
| ------------- | ---------------- | -------------- | -------------------- | ------------------- | ----------------- | ---------------------- | ---- |
| Міські округи |                  |                |                      |                     |                   |                        |      |
| I             | Арсеньєвський    | 05 403 000 000 |                      |                     |                   | Арсеньєв               |      |
| II            | Артемівський     | 05 405 000 000 |                      |                     |                   | Артем                  |      |
| III           | Владивостоцький  |                |                      |                     |                   | Владивосток            |      |
| IV            | Дальнєгорський   | 05 205 000 000 |                      |                     |                   | Дальнєгорськ           |      |
| V             | Дальнєрєченський | 05 408 000 000 |                      |                     |                   | Дальнєрєченськ         |      |
| VI            | Лєсозаводський   | 05 411 000 000 |                      |                     |                   | Лєсозаводськ           |      |
| VII           | Находкинський    | 05 414 000 000 |                      |                     |                   | Находка                |      |
| VIII          | Партизанський    | 05 417 000 000 |                      |                     |                   | Партизанськ            |      |
| IX            | Спаськ-Дальній   | 05 420 000 000 |                      |                     |                   | Спаськ-Дальній         |      |
| X             | Уссурійський     | 05 243 000 000 |                      |                     |                   | Уссурійськ             |      |
| XI            | Великий Камінь   | 05 506 000 000 |                      |                     |                   | Великий Камінь         |      |
| XII           | ЗАТУ Фокіно      | 05 547 000 000 |                      |                     |                   | Фокіно                 |      |

### Муніципальні райони
| № на карті          | Назва            | Герб | Код ЗКАТУ      | Населення, тис. жит. | Територія, тис. км² | Густота, чол./км² | Адміністративний центр     | Карта |
| ------------------- | ---------------- | ---- | -------------- | -------------------- | ------------------- | ----------------- | -------------------------- | ----- |
| Муніципальні райони |                  |      |                |                      |                     |                   |                            |       |
| 1                   | Анучинський      |      | 05 202 000 000 | 15,8                 | 3,8                 | 4,2               | Анучино                    |       |
| 2                   | Дальнєрєченський |      | 05 207 000 000 | 13,6                 | 7,3                 | 1,9               | Дальнєрєченськ             |       |
| 3                   | Кавалеровський   |      | 05 210 000 000 | 28,9                 | 4,2                 | 6,9               | Кавалерово                 |       |
| 4                   | Кіровський       |      | 05 212 000 000 | 23,9                 | 3,4                 | 7,0               | Кіровський                 |       |
| 5                   | Красноармійський |      | 05 214 000 000 | 20,7                 | 20,7                | 1,0               | Новопокровка               |       |
| 6                   | Лазовський       |      | 05 217 000 000 | 16,9                 | 4,7                 | 3,6               | Лазо                       |       |
| 7                   | Михайлівський    |      | 05 220 000 000 | 37,0                 | 2,7                 | 13,7              | Михайлівка                 |       |
| 8                   | Надеждинський    |      | 05 223 000 000 | 39,0                 | 1,6                 | 23,9              | Вольно-Надєждинське        |       |
| 9                   | Октябрський      |      | 05 226 000 000 | 32,4                 | 1,7                 | 19,1              | Покровка                   |       |
| 10                  | Ольгинський      |      | 05 228 000 000 | 11,9                 | 6,4                 | 1,9               | Ольга                      |       |
| 11                  | Партизанський    |      | 05 230 000 000 | 30,4                 | 4,3                 | 7,1               | Володимиро-Олександрівське |       |
| 12                  | Погранічний      |      | 05 232 000 000 | 25,6                 | 3,7                 | 6,9               | Погранічний                |       |
| 13                  | Пожарський       |      | 05 234 000 000 | 34,0                 | 22,7                | 1,5               | Лучегорськ                 |       |
| 14                  | Спаський         |      | 05 237 000 000 | 30,9                 | 4,1                 | 7,5               | Спаськ-Дальній             |       |
| 15                  | Тернейський      |      | 05 240 501 000 | 14,2                 | 27,7                | 0,51              | Терней                     |       |
| 16                  | Ханкайський      |      | 05 246 000 000 | 28,4                 | 2,7                 | 10,5              | Камєнь-Риболов             |       |
| 17                  | Хасанський       |      | 05 248 000 000 | 36,2                 | 4,1                 | 8,59              | Слов'янка                  |       |
| 18                  | Хорольський      |      | 05 250 000 000 | 33,8                 | 1.97                | 17,2              | Хороль                     |       |
| 19                  | Чернігівський    |      | 05 253 000 000 | 38,3                 | 1,8                 | 20,5              | Чернігівка                 |       |
| 20                  | Чугуївський      |      | 05 255 000 000 | 27,8                 | 12,3                | 2,3               | Чугуївка                   |       |
| 21                  | Шкотовський      |      | 05 257 000 000 | 25,5                 | 3,3                 | 7,76              | Смоляніново                |       |
| 22                  | Яковлівський     |      | 05 259 000 000 | 16,99                | 2,4                 | 7,08              | Яковлівка                  |       |

## Історія

### 1856—1919 роки. Приморська область Російської імперії

#### 1856—1880 роки

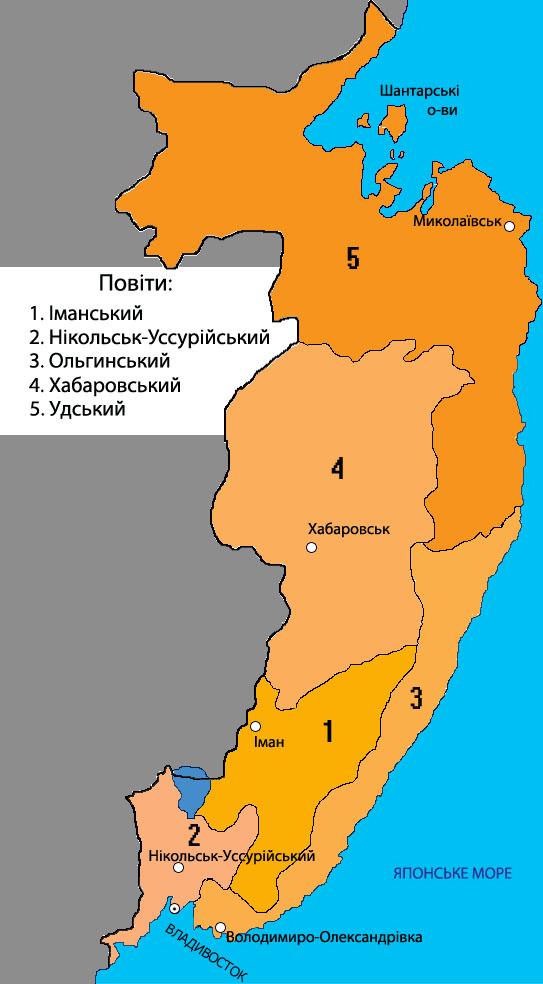
Адміністративно-територіальний поділ Приморської області до 1912 року

31 жовтня (14 листопада) 1856 року у зв'язку з приєднанням до Росії Приамур'я з приморських частин Східного Сибіру була утворена Приморська область Східно-Сибірського генерал-губернаторства з центром у Миколаївську (див. Адміністративно-територіальний поділ Хабаровського краю).
В 1860 році до Приморської області був приєднаний новонабутий за Пекінським договором Уссурійський край, що включав в себе землі між Амуром, Уссурі і Японським морем.
10 лютого 1871 року рішенням уряду Владивосток був заснований як головний військовий порт Росії на Тихому океані. До Владивостоку з Миколаївська були переведені всі морські установи, резиденція військового губернатора і головна база Сибірської військової флотилії.
У вересні 1875 року на основі тимчасового положення «Про громадянське і військове управління на о. Сахалін» Сахалінський округ Приморської області був розділений на два — Південно-Сахалінський і Північно-Сахалінський у складі Приморської області.
28 квітня 1880 року Владивосток з півостровом Муравйова-Амурського і островом Російським був виділений зі складу Приморської області в самостійне військове губернаторство. Адміністративним центром Приморської області стало місто Хабаровськ.

#### 1888—1919 роки
9 червня 1888 року Владивостоцьке військове губернаторство було скасовано, адміністративний центр Приморської області знову було перенесено до Владивостока.
9 липня 1888 року зі складу Гіжігінського повіту був виділений Анадирський округ (округа) (центр — село Анадир).
26 червня 1889 року у складі Приморської області було утворено округ Уссурійського козацького війська з чотирма станичним округами:
- Казакєвичевським
- Козловським
- Платоно-Олександрівським
- Полтавським[4]

В 1896 року окружний центр Софійського округу був переведений з міста Софійськ до Хабаровська, округ перейменований у Хабаровський.
До 1909 року, до складу Приморської області входили такі округи й повіти:
- округи:
  - Анадирський (центр — село Ново-Марінське)
  - Гіжигінський (центр — місто Гіжигінськ)
  - Удський (центр — місто Миколаївськ)
  - Хабаровський (центр — місто Хабаровськ)
- повіти:
  - Командорський (повітового міста не мав)
  - Охотський (центр — місто Охотськ)
  - Петропавловський (центр — город Петропавловськ)
  - Уссурійський (центр — пост Кам'яний Риболов)
  - Южно-Уссурійський (центр — місто Нікольськ-Уссурійський)

17 червня 1909 року згідно із законом «Про адміністративний перебудову Приморської області та острова Сахаліну» зі складу Приморської області були виділені Сахалінська і Камчатська області. У тому ж році Южно-Уссурійський повіт був розділений на 3 повіти: Нікольськ-Уссурійський, Іманський та Ольгинський.
26 лютого 1914 року з Приморської області до складу Сахалінської області був переданий Удський повіт (центр — місто Миколаївськ).
До 1917 року Приморська область включала в себе такі повіти:
- Іманський (центр — село Іман)
- Нікольськ-Уссурійський (центр — місто Нікольськ-Уссурійський)
- Ольгинський (центр — село Володимиро-Олександрівське)
- Повіт Уссурійського козацького війська (центр — місто Владивосток), що складається з 6 станичних округів
- Хабаровський (центр — місто Хабаровск)

### 1920—1926 роки. Приморська область
6 квітня 1920 року була проголошена Далекосхідна республіка (ДСР), до складу якої увійшла, в тому числі, і Приморська область.
22 листопада 1920 року з Іманського, Сахалінського, Удського і Хабаровського повітів Приморської області була утворена Приамурська область ДСР (центр — місто Хабаровськ).
15 листопада 1922 року Далекосхідна республіка була включена до складу РРФСР як Далекосхідна область з центром в Читі (з грудня 1923 року — в Хабаровську). Приморська область була перейменована в Приморську губернію.
У серпні 1923 року до складу Приморської губернії увійшла територія ліквідованої Приамурської губернії.

### 1926—1932 роки. Владивостоцький округ
На початку 1920-х років в країні проходив адміністративно-територіальний устрій. 4 січня 1926 року декретом ВЦВК Далекосхідна область перетворена в Далекосхідний край, у складі якого передбачалося 9 округів, що об'єднують 76 районів. Територія скасованої Приморської губернії була розділена на чотири округи:
- Владивостоцький — в межах Владивостоцького повіту (за винятком північної частини Тетюхінської волості), Нікольсько-Уссурійського повіту, а також Шмаковської, Спаської, Яковлевської і Чугуївської волостей Спаського повіту Приморської губернії, з центром у місті Владивостоці
- Миколаївський
- Сахалінський (см. АТП Сахалінської області)
- Хабаровський

| Округ            | Центр             | Райони |
| ---------------- | ----------------- | --- |
| Владивостокський | місто Владивосток | Гродековський (центр — село Гродеково), Іванівський (центр — село Іванівка), Михайлівський (центр — село Михайлівка), Ольгинський (центр — селище Ольга), Покровський (центр — село Покровка), Пос'єтський (центр — село Слов'янка), Спаський (центр — місто Спаськ), Суйфунський (центр — місто Нікольск-Уссурійський), Сучанський (центр — селище Сучанський Рудник), Ханкайський (центр — село Камінь-Риболов), Шкотовський (центр — село Шкотово), Шмаковський (центр — село Успенка), Чернігівський (центр — село Чернігівка), Яковлівський (центр — село Яковлівка) |

13 грудня 1930 року був скасований Суйфунський район, частина його території була передана в підпорядкування місту Нікольську-Уссурійському.
У травні 1932 року відповідно до постанови президії Далекосхідного крайвиконкому від 19 квітня 1932 з південної частини Радянського району був утворений Тернейський район ДСК (центр — село Терней-Морозовське (з 1938 року — селище Терней))

### 1932—1937 роки. Приморська і Уссурійська області ДСК
20 жовтня 1932 року вийшла постанова ВЦВК і РНК РРФСР «Про новий територіальний поділ і районування Далекосхідного краю». У складі ДСК були утворені чотири області, в тому числі Приморська область (центр — місто Владивосток), до складу якої увійшли райони:
- Гродековський — (центр — село Гродеково)
- Іванівський — (центр — село Іванівка)
- Іманський — (центр — місто Іман)
- Михайлівський — (центр — село Михайлівка)
- Ольгинський — (центр — селище Ольга)
- Покровський — (центр — село Покровка)
- Пос'єтський — (центр — село Слов'янка)
- Сіхоте-Алінський
- Совєтсько-Орочський (центр — Усть-Орочі)[15]
- Спаський — (центр — місто Спаськ-Дальній)
- Сучанський — (центр — селище Сучанський Рудник)
- Тернейський — (центр — село Терней-Морозовське)
- Ханкайський — (центр — село Камінь-Риболов)
- Чернігівський — (центр — село Чернігівка)
- Шкотовський — (центр — село Шкотово)
- Шмаковський — (центр — село Успенка)
- Яковлевський — (центр — село Яковлевка)
- міста Владивосток і Нікольськ-Уссурійський

17 листопада 1932 року був утворений Бікінський район (центр — селище Бікін) Приморської області.
22 липня 1934 року постановою ВЦВК з Приморської області була виділена Уссурійська область (центр — місто Нікольськ-Уссурійський, через рік перейменовано в Ворошилов), до складу якої увійшли такі райони:
- Гродековський
- Іванівський
- Михайлівський
- Покровський
- Спаський
- Шмаковський
- Ханкайський
- Чернігівський
- Яковлевський

Територія Приморського краю до 1940 року

У лютому 1935 року Сучанський район Приморської області був перейменований у Володимиро-Олександрівський район, в квітні того ж року він був знову перейменований у Будьонівський район.
23 березня 1935 року постановою Президії Далекосхідного крайвиконкому на підставі постанови ВЦВК від 25 січня 1935 року в Уссурійській області були утворені нові райони:
- Анучинський — за рахунок розукрупнення Іванівського району
- Успенський (центр — село Успенка (в 1939 році перейменовано в робітниче селище Кіровський)) — за рахунок розукрупнения Шмаковського району
- Хорольський (центр — село Хороль) — з частин Михайлівського, Ханкайського та Чернігівського районів
- Чугуївський — за рахунок розукрупнения Яковлевського району.[18][19][20][21][22][23][24]

17 квітня 1935 року Успенський район Уссурійської області був перейменований в Кіровський район. У тому ж році Покровський район Уссурійської області був перейменований в Молотовський район.
9 квітня 1937 року постановою Президії Далекосхідного крайвиконкому був утворений Надєждинський район Приморскої області (центр — село Вольно-Надєждинське).
У квітні 1937 року з території, підпорядкованої місту Ворошилову, був утворений Суйфунський район Уссурійської області, перейменований в листопаді того ж року в Ворошиловський.
3 травня 1937 року Надєждинський район Приморської області був перейменований у Владивостокський район.

### З 1938 року. Приморський край

#### 1938—1943 роки
Приморський край у складі РРФСР з центром у Владивостоці був утворений 20 жовтня 1938 року указом Президії Верховної Ради СРСР «Про поділ Далекосхідного краю на Хабаровський і Приморський край». Приморський край був утворений у складі Приморської і Уссурійської областей.
5 червня 1939 року указом Президії Верховної Ради РСФСР була ліквідована Приморська область, райони якої увійшли в безпосереднє підпорядкування крайвиконкому.
У 1939 році Пос'єтський район був перейменований в Хасанський район.
14 вересня 1939 року з 26 сільрад, виділених з Калінінського району, був утворений Пожарський район Уссурійської області (центр — село Тихоновка; перейменовано в тому ж році в село Пожарське).
1 листопада 1939 року був утворений Чкаловський район Уссурійської області (центр — село Чкаловське).
26 лютого 1940 року указом Президії Верховної Ради РРФСР центр Владивостоцького району був перенесений із села Вольно-Надєждинське в село Таврічанку.
4 березня 1941 року указом Президії Верховної Ради РРФСР за рахунок розукрупнення Ольгинського і Тернейського районів були утворені:
- Соколовський район (центр — село Соколовка), у складі 12 сільрад: Батюковського, Бенєського, Валентиновського, Ванговського, Данильченського, Київського, Кишинівського, Латвійського, Свободненського, Соколовського, Сокольчинського та Чорнорученського з Ольгинського району
- Тетюхинський район (центр — робітниче селище Тетюхе), у складі 7 сільрад: Богопольського, Кавалеровського, Лідовського, Макаровського, Суворовського з Ольгинського району та Джигітського, Ключевського з Тернейського району[30][31][32]

8 травня 1943 року указом Президії Верховної Ради РРФСР центр Соколовського району з села Соколовки був перенесений у селище бухти Судзухе.
18 вересня 1943 року указом Президії Верховної Ради СРСР було ліквідовано Уссурійську область, райони якої увійшли в безпосереднє підпорядкування Крайвиконком.

#### 1944—1962 роки
12 січня 1944 року указом Президії Верховної Ради РРФСР у Владивостокський район з Ворошиловського району було передано робітниче селище Раздольне; цим же указом центр Владивостоцького району був перенесений з села Тавричанка в робітниче селище Раздольне.
У грудні 1944 року рішенням Президії Верховної Ради РРФСР зі складу Будьонівського району був виділений Находкинський район, об'єднавший селище Находку, Лівадійську сільську Раду, Павловську, Поворотненську і Тазгоузську сільради.
15 вересня 1948 року указом Президії Верховної Ради РРФСР з Приморського краю в Хабаровський було віддано місто Радянська Гавань разом з приміською зоною.
26 серпня 1949 року указом Президії Верховної Ради РРФСР центр Соколовського району з бухти Судзухе був перенесений у село Вангоу, перейменоване в село Лазо; Соколовський район був перейменований в Лазовський.
1 червня 1953 року районним центром Владивостокського району знову було затверджено село Вольно-Надєждинське.
3 червня 1954 року указом Президії Верховної Ради РРФСР з частини Тетюхинського району був утворений Кавалеровський район (центр — селище Кавалерово).
11 вересня 1957 року вийшов указ Президії ВР СРСР «Про впорядкування справи присвоєння імен державних і громадських діячів адміністративно-територіальним одиницям, населеним пунктам, підприємствам, установам, організаціям та іншим об'єктам» (Затверджено Законом СРСР
від 20 грудня 1957), у зв'язку з цим були перейменовані три райони Приморського краю:
- Будьоновський — в Партизанський (29 листопада 1957 року)
- Ворошиловський — в Слов'янський
- Молотовський — в Октябрський (в жовтні)

29 липня 1958 року указом Президії Верховної Ради РРФСР Шмаковський район був перейменований в Лісозаводський район; Гродековський район — в Погранічний район.

#### 1963—1965 роки
1 лютого 1963 року пройшла всесоюзна реформа районного поділу, відповідно до якої райони Приморського краю були розділені на сільські і промислові. Указом Президії Верховної Ради РРФСР були скасовані такі райони:
- Анучинський — увійшов до складу Яковлівського сільського району
- Владивостокський — увійшов до складу Надєждинського сільського району
- Іванівський — увійшов до складу Усурійського сільського району
- Калінінський — увійшов до складу Іманського сільського району[37]
- Лазовський — увійшов до складу Находкинського сільського району[38]
- Лісозаводський — увійшов до складу Кіровського сільського району
- Михайлівський — увійшов до складу Усурійського сільського району[39]
- Октябрський — увійшов до складу Усурійського сільського району
- Партизанський
- Погранічний — увійшов до складу Ханкайського сільського району
- Пожарський — увійшов до складу Іманського сільського району
- Слов'янський — увійшов до складу Усурійського сільського району
- Хорольський — увійшов до складу Ханкайського сільського району
- Чернигівський — увійшов до складу Спаського сільського району[40]
- Чкаловський

Утворені Іманський, Надєждинський, Находкинський і Усурійський сільські райони; міста Іман, Лісозаводськ і Спаськ-Дальній віднесені до категорії міст крайового підпорядкування. У результаті реформи Приморський край був розділений на 3 промислових і 13 сільських районів, 9 міст мали статус крайового підпорядкування.
| Промислові райони               | Кавалеровський (центр — селище міського типу Кавалерово), Тетюхинський (центр — селище міського типу Тетюхе), Шкотовський (центр — селище міського типу Великий Камінь) |
| Сільські райони                 | Іманський (центр — місто Іман), Кіровський (центр — селище міського типу Кіровський), Красноармійський (центр — село Новопокровка), Надєждинський (центр — село Вольно-Надєждинське), Находкинський, Ольгинський (центр — селище міського типу Ольга), Спаський (центр — місто Спаськ-Дальній) Тернейський (центр — селище міського типу Терней) Уссурійський (центр — місто Уссурійськ), Ханкайський (центр — село Камінь-Риболов), Хасанський (центр — селище міського типу Краскіно), Чугуївський (центр — село Чугуївка), Яковлівський (центр — село Яковлівка) |
| Міста обласного підпорядкування | Арсеньєв, Артем, Владивосток, Іман, Лісозаводськ, Находка, Спаськ-Дальній, Сучан, Уссурійськ |

У березні 1964 року за рахунок розукрупнення Ханкайського і Уссурійського районів (територія колишнього Октябрського району), був утворений Погранічний сільський район.
26 жовтня 1964 року рішенням крайвиконкому центр Шкотовського району був перенесений з робітничого селища Шкотово в селище міського типу Великий Камінь.
12 січня 1965 року відповідно до постанови листопадового (1964 року) Пленуму ЦК КПРС Президія Верховної Ради РРФСР видав указ «Про зміни в адміністративно-територіальному поділі Приморського краю», згідно з яким поділ Приморського краю на промислові та сільські райони було скасовано. Знову були утворені райони:
- Анучинський
- Кавалеровський
- Лазовський
- Михайлівський
- Тетюхинський
- Чернігівський
- Шкотовський

перетворені сільські райони в райони:
- Іманський
- Кіровський[46]
- Красноармійський — без змін в територіальному устрої
- Надєждинський
- Находкинський
- Ольгинський
- Погранічний
- Спаський
- Тернейський
- Уссурійський
- Ханкайський
- Хасанський
- Чугуївський
- Яковлевський

Цим же Указом Находкинський район був перейменований в Партизанський район.
3 листопада 1965 року Указом Президії Верховної Ради РРФСР були утворені райони:
- Октябрський
- Пожарський — з поверненням району колишніх кордонів
- Хорольський

#### 1966—2004 роки
В жовтні 1971 року центр Хасанського району з селища Краскіно був перенесений у селище Слов'янка.
26 грудня 1972 року указом Президії Верховної Ради РРФСР Тетюхинський район був перейменований в Дальнегорський район, а робітниче селище Тетюхе — в Дальнегорськ.
4 жовтня 1980 року зі складу Шкотовського району був виділений та перетворений у ЗАТУ місто Тихоокеанський (нині місто Фокіно).
В 1983 році був ліквідований Чкаловський район, його територія увійшла до складу Спаського району.
31 жовтня 1984 року указом Президії Верховної Ради РРФСР за рахунок території, адміністративно підпорядкованої Лісозаводській міській Раді був утворений Лісозаводський район (центр — місто Лісозаводськ).
31 серпня 1989 року указом Президії Верховної Ради РРФСР селищу Великий Камінь був привласнений статус міста, 27 жовтня того ж року рішенням Приморського виконкому його було виведено зі складу Шкотовського району і віднесено до категорії міста крайового підпорядкування.

#### З 2004 року
24 листопада 2004 року центром Шкотовського району стало селище міського типу Смоляніново.